# Station Szprotawa
Station Szprotawa is een spoorwegstation in de Poolse plaats Szprotawa.